# Посольство Украины в Черногории
Посольство Украины в Подгорице (укр. Посольство України в Подгориці) — главная дипломатическая миссия Украины в Черногории, расположена в столице страны Подгорице.
Чрезвычайный и Полномочный Посол Украины в Черногории: Олег Герасименко (с 2022).

## Посольство
Основная задача посольства Украины в Подгорице — представлять интересы Украины, способствовать развитию политических, экономических, культурных, научных и других связей, а также защищать права и интересы граждан и юридических лиц Украины, которые находятся на территории Черногории.
Посольство способствует развитию межгосударственных отношений между Украиной и Черногорией на всех уровнях, с целью обеспечения гармоничного развития взаимных отношений, а также сотрудничества по вопросам, представляющим взаимный интерес. Посольство исполняет также консульские функции.

## История дипломатических отношений
Украина признала Черногорию 15 июня 2006 года. 22 августа 2006 года произошёл обмен нотами. Посольство Украины в Черногории работает с 2008 года. Посольство Черногории на Украине отсутствует — обязанности посла Черногории на Украине исполняет посол Черногории в Чехии.

## Послы Украины в Черногории
1. Слюсаренко Оксана Александровна (1 декабря 2008[2] — 31 марта 2014[3])
2. Лукович Владимир Владимирович (2014—2015) временный поверенный
3. Волкова Татьяна Вячеславовна (2015—2017) временный поверенный
4. Фиалка Наталья Николаевна (2017—2022)[4] временный поверенный
5. Герасименко Олег Владиславович (с 4 мая 2022[5])